# Muhammad Husayn Fadlallah
Muḥammad Husayn Faḍlallāh (in arabo  محمد حسين فضل الله‎?; Najaf, 16 novembre 1935 – Beirut, 4 luglio 2010) è stato un religioso libanese sciita.
È considerato dai più come un marjaʿ al-taqlid, ossia come un'altissima autorità spirituale dell'islam sciita, "fonte di emulazione" e autorevole giuresperito. La stampa occidentale lo ha talvolta impropriamente indicato superficialmente come il capo spirituale di Hezbollah, anche se questa asserzione è sbagliata, giacché le "fonti di emulazione" per Hezbollah sono sempre stati Khomeini prima e Khamenei in seguito.
Faḍlallāh, nato in Iraq, si è formato nei tradizionali ambiti clericali sciiti di Najaf, segnati dall'attività intellettuale di pensatori come Muhammad Baqir al-Sadr, e dall'opposizione tanto al capitalismo quanto al nazionalismo e al marxismo.

Dopo il suo trasferimento in Libano, tenne numerose conferenze, scrisse decine di libri, fondò diverse scuole religiose e creò l'organizzazione Mabarrat. Grazie a questa associazione, poté aprire numerose biblioteche pubbliche, un centro culturale femminile e una clinica medica.
Durante la guerra civile libanese fu rapito da una milizia armata cristiana e obbligato a partire verso Nab'a (un quartiere della periferia di Beirut). Egli condannò l'ingerenza statunitense e israeliana negli affari interni libanesi, denunciando l'imperialismo e il sionismo. Difese la Repubblica Islamica d'Iran e i movimenti musulmani in Libano. Nelle sue prediche sostenne la resistenza armata contro le forze d'occupazione israeliane in Libano, in Cisgiordania e nella Striscia di Gaza. Espresse sempre opinioni progressiste per quanto riguardava lo statuto femminile. Fu vittima di numerosi tentativi d'omicidio, ivi compreso un bombardamento della sua autovettura nel 1985 che ebbe come unico effetto la strage di 80 persone innocenti che si trovavano nelle vicinanze. Questa operazione fu organizzata dalla CIA, che spese 3 milioni di dollari, provenienti da fondi sauditi. L'operazione fu disastrosamente portata a termine da un ex-agente del SAS.

## Gioventù
Sayyid Faḍlallāh nacque a Najaf il 16 novembre 1935. Suo padre, Sayyid ʿAbd al-Raʾūf Faḍlallāh, era un libanese che era emigrato in Iraq nel 1928 per proseguirvi i suoi studi di teologia. Nel 1953, a 16 anni, Muhammad Husayn Faḍlallāh si recò in Libano per assistere a una cerimonia commemorativa di un religioso sciita. In quella occasione si mise in mostra con la recita di una poesia che stupì positivamente numerosi astanti. Continuò a scrivere fino alla morte poesie, per la maggior parte sul tema dell'Islam.

## Studi
Faḍlallāh compì i suoi primi studi in una scuola musulmana (kuttāb), dove studiò il Corano e i principi di base della scrittura e della lettura. Questo tipo di scuole, dirette da vecchi sceicchi tradizionalisti fecero una pessima impressione ai loro giovani allievi e a Faḍlallāh in particolare. Decise quindi di abbandonare tale scuola religiosa per andare a studiare in una moderna scuola, diretta dal direttore del giornale Jamiʿat Muntada al-Nasher. Rimase in questa scuola due anni.
Cominciò a studiare "scienze religiose" assai giovane. Lesse il trattato grammaticale sulla Lingua araba, chiamato al-Ājurrūmiyya, ad appena 9 anni. Poi lesse il Qaṭr al-nadā wa ball al-ṣadā del faqih e grammatico Ibn Hishām
Capì presto che non sarebbe stato un religioso tradizionale, dal momento che s'interessava molto della cultura e del mondo letterario. Lesse numerosi libri libanesi, numerose riviste egiziane e giornali iracheni.
Apprezzava in modo particolare la rivista egiziana al-Musāwir, la rivista Zayan (pubblicata da Hassan al-Zayan) e la rivista al-Kātib, pubblicata dal grande scrittore egiziano Taha Hussein.
Scoprì la poesia a 10 anni, seguendo i consigli del suo primo professore, suo padre Sayyid ʿAbd al-Raʾūf Faḍlallāh.

## Ritorno in Libano
Terminò i suoi studi nel 1966, dopo di che tornò in Libano. Qui s'interessò di ogni questione politica e sociale, compreso il colonialismo francese, il panislamismo, la disoccupazione e altri temi ancora.
Nel 1966 ricevette l'invito di un movimento religioso, Usrat al-ta'akhi (La famiglia della fratellanza) che lo pregava di recarsi nella cittadina di Naba', nella periferia di Beirut ed egli accettò. Qui organizzò conferenze culturali e poté rivolgersi con discorsi religiosi e politici ai religiosi sciiti presenti.
Tuttavia non smise i suoi studi universitari e fu per questo che fondò una scuola religiosa, l'Istituto Musulmano della Shari'a. Aprì numerose biblioteche pubbliche, un centro culturale per donne e una clinica medica.
Durante la guerra civile, lasciò Beirut per il Libano meridionale ( a fortissima prevalenza sciita), dove insegnò e si preoccupò dell'istruzione degli sciiti locali. Utilizzò la moschea come centro per impartire lezioni si tafsīr (interpretazione esegetica) del Corano, così come per tenere discorsi religiosi e morali in particolare, specialmente in occasione dell'annuale Ashura. Riprese poi il suo lavoro universitario e impartì lezioni quotidiane sulla giurisprudenza e la morale islamica.
Mentre l'Hezbollah portava a compimento i suoi primi attacchi suicidi nel 1983, Fadlallah vi si oppose, contrapponendo ai fautori di quella prassi obiezioni giuridiche e affermando che l'Islam vieta ai suoi fedeli di suicidarsi.

## Ultime attività
Fino alla morte, Fadlallah sostenne l'Hezbollah, condannando al contempo il terrorismo, in particolare gli attentati dell'11 settembre 2001 e la barbarica decapitazione di Nick Berg. Prese parte nel 1998 a un convegno universitario nell'Università americana di Beirut sui diritti della donna.

Ha pubblicato una fatwā che vieta ai musulmani di sostenere gli Statunitensi nella loro occupazione di un Paese musulmano. Fino alla morte, il 4 luglio del 2010, dopo una breve ospedalizzazione, risiedeva a Beirut, dove è rimasto uno dei principali esponenti della comunità sciita libanese.
Il 25 novembre 2007, in occasione della "Giornata mondiale contro la violenza fatta alle donne", ha emesso un parere giuridico contro ogni forma di violenza fatta alle donne, che egli qualificò come un "comportamento umano fra i più ignobili" e respinse la violenza come contraria ai precetti dell'Islam. Indicò del pari che "la donna può reagire alla violenza fisica portatale dall'uomo con pari violenza, all'interno del quadro giuridico dell'autodifesa" ed espresse il suo rifiuto per qualsiasi principio di superiorità o di dominio dell'uomo sulla donna..
Questa fatwa ha avuto un grande impatto psicologico in tutto il mondo arabo, avviando numerosi dibattiti, ed è stata interpretata da vari media arabi come "il diritto della donna a colpire il proprio marito e ad abbandonare il talamo nuziale"..
Fadlallah viene generalmente accreditato per essere stato uno dei mentori e fondatori del partito Daʿwa del Primo ministro iracheno Nuri al-Maliki e si crede egli sia stato la sua guida religiosa fino agli ultimi momenti della sua vita.